# Le Plus Beau Cadeau du monde
Pour les articles homonymes, voir All I Want for Christmas.
Pour plus de détails, voir Fiche technique et Distribution.
Le Plus Beau Cadeau du monde (All I Want for Christmas) est un film de Noël comique américain de Robert Lieberman sorti en 1991.

## Synopsis
Ethan et Hallie doivent faire face à la séparation de leurs parents, Hallie est trop jeune pour comprendre et est déterminée à demander au Père Noël de faire se réconcilier sa mère et son père. Ethan est convaincu que sa petite sœur va être déçue et décide de concocter un plan imparable pour réunir à nouveau ses parents sans l'aide du Père Noël.

## Fiche technique
- Titre original : All I Want for Christmas
- Titre français : Le Plus Beau Cadeau du monde
- Réalisation : Robert Lieberman
- Scénario : Thom Eberhardt, Richard Kramer
- Musique : Bruce Broughton
- Société de production : Paramount Pictures
- Pays d'origine :  États-Unis
- Genre : Comédie dramatique
- Durée : 92 minutes
- Dates de sortie : 
  - 8 novembre 1991 (États-Unis)
  - 29 novembre 1991 (Royaume-Uni)

## Distribution
- Harley Jane Kozak (VF : Françoise Petit) : Catherine O'Fallon
- Jamey Sheridan  (VF : Jacques Frantz)  : Michael O'Fallon
- Ethan Embry (VF : Carol Styczen) : Ethan O'Fallon
- Thora Birch (VF : Morgane Flahault) : Hallie O'Fallon
- Kevin Nealon  (VF : Daniel Gall)  : Tony Boer
- Leslie Nielsen : Le Père Noël
- Andrea Martin (VF : Frédérique Cantrel) : Olivia
- Lauren Bacall (VF : Nadine Alari) : Lillian Brooks
- Amy Oberer : Stephanie
- Renée Taylor (VF : Marion Game) : Sylvia
- Felicity LaFortune : Susan
- Camille Saviola (VF : Michelle Bardollet) : Sonya
- Michael Alaimo (VF : Jacques Bouanich) : Frankie
- Joey Gaynor (VF : Marc François (acteur)) : Shep
- Devin Oatway (VF : Boris Roatta) : Kevin Mars

## Films similaires
- Président junior
- Dunston : Panique au palace